# Marcel Decoene
Marcel Cyriel Corneel Decoene, né le 28 août 1893 à Woumen et décédé le 30 janvier 1960 à Hal (Belgique) fut un homme politique belge, membre du CVP.
Decoene fut agriculteur-éleveur à Anderlecht, ensuite à Leeuw-Saint-Pierre; membre du Boerenbond.
Il fut élu conseiller communal de Anderlecht (1926-1938), conseiller provincial de la province de Brabant (1932-1936), député suppléant (1938-1946), sénateur de l'arrondissement de Bruxelles (1946-54), sénateur provincial (1954-1958) de la province de Brabant, sénateur coopté (1958-1960).
Il fut créé chevalier de l'ordre de Léopold II et de Léopold.

## Distinctions
- Chevalier de l'ordre de Léopold II

## Sources
- Bio sur ODIS